# Anableps anableps

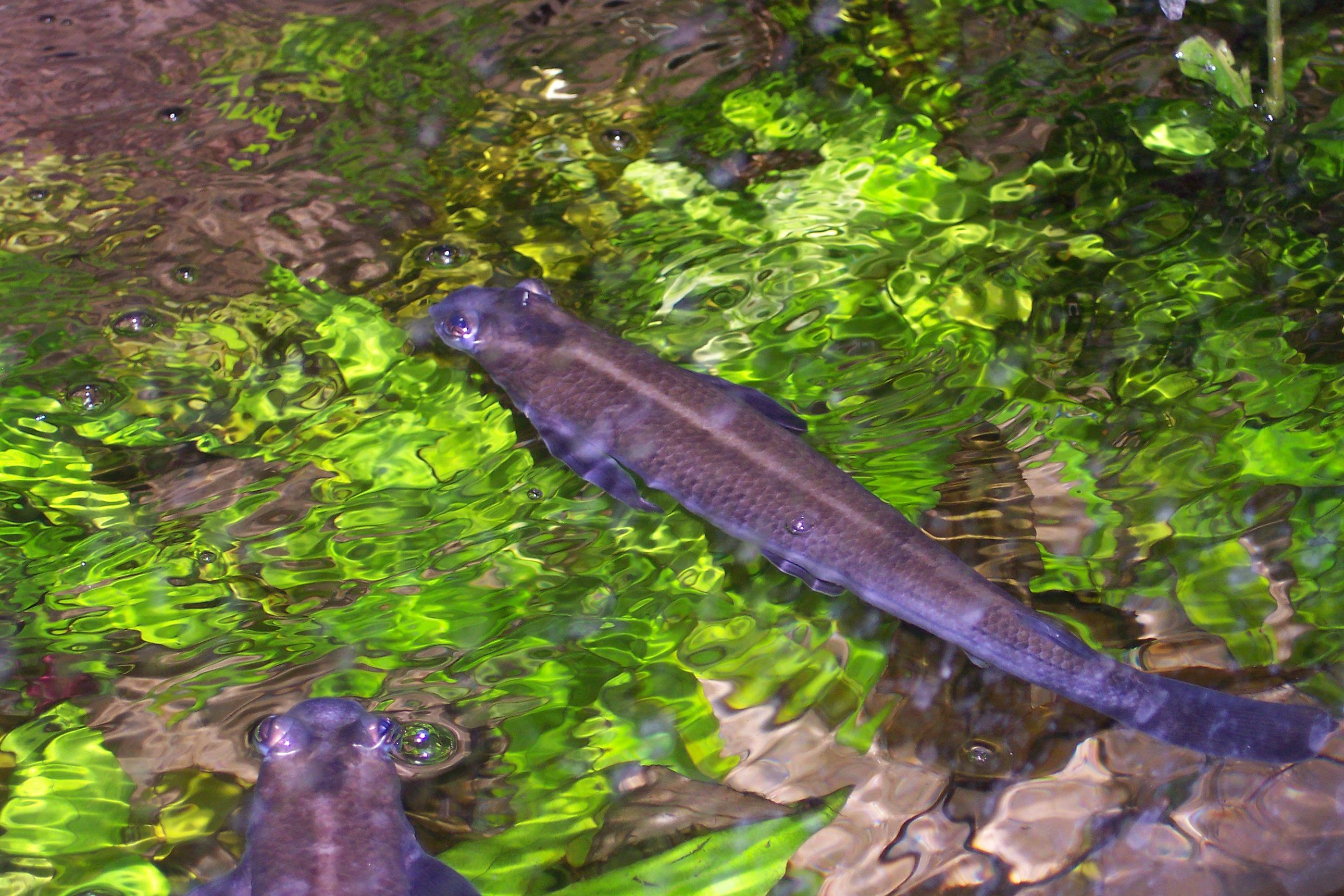
Anableps anableps

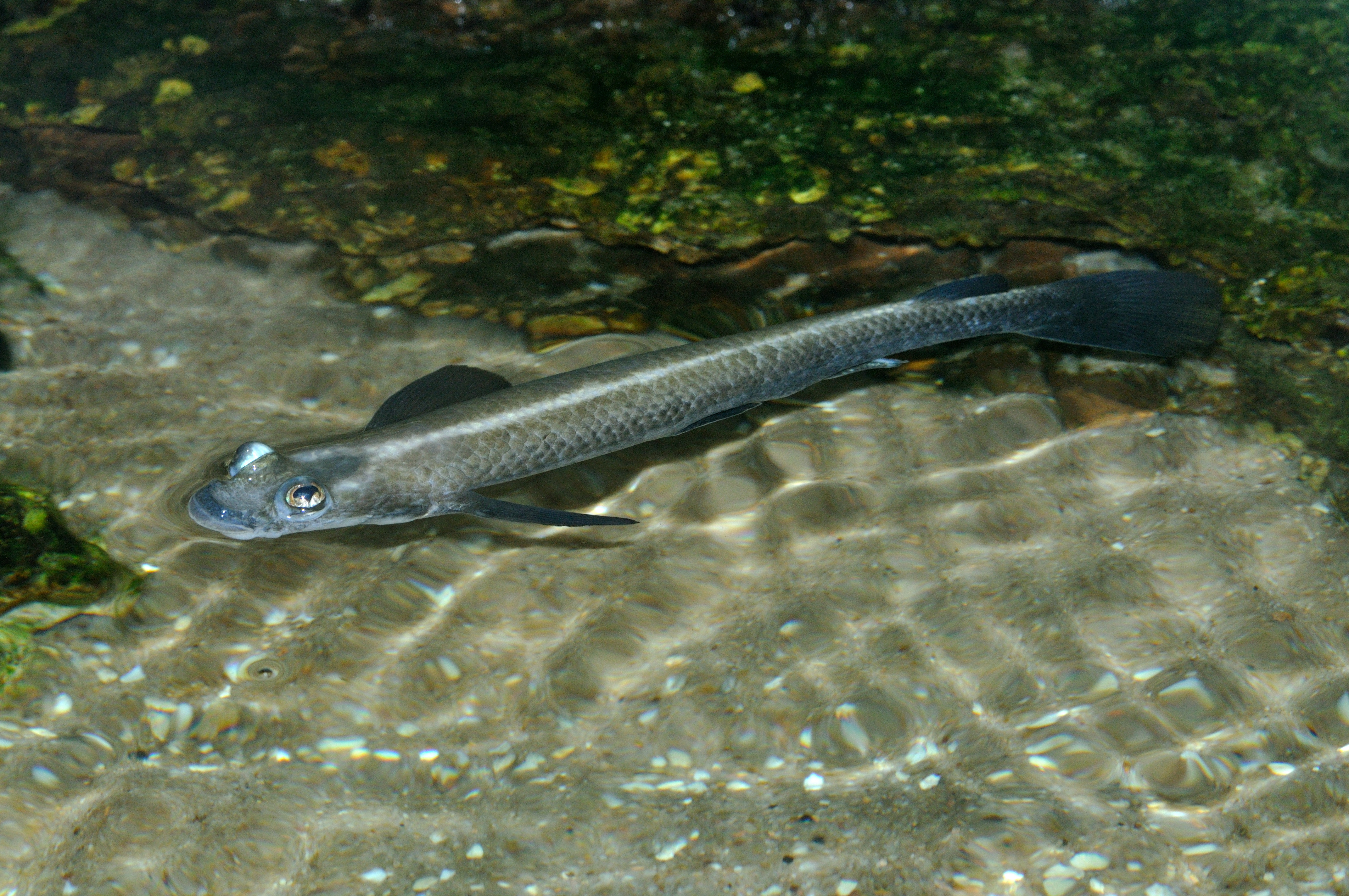
Anableps anableps

Anableps anableps és una espècie de peix pertanyent a la família dels anablèpids.

## Descripció
- Pot arribar a fer 30 cm de llargària màxima (normalment, en fa 14) i 400 g de pes.
- Té els ulls dividits en una part aèria i una altra aquàtica,[3] formant dos lòbuls, cada un amb la seva pròpia pupil·la (tot i que s'ajunten quan es dilaten en condicions de poca llum).[4] El cristal·lí és asimètric, en forma de pera, i això permet tenir dos eixos òptics al mateix ull, de manera que situant-se de manera que mig ull emergeixi, el peix pot mirar simultàniament per sobre i per sota de l'aigua.[4]

## Alimentació
Menja insectes i d'altres invertebrats, diatomees i peixets.

## Depredadors
A la Guaiana Francesa és depredat per àrids i ocells marins.

## Hàbitat
És un peix d'aigua dolça i salabrosa, demersal i de clima tropical (24 °C-28 °C).

## Distribució geogràfica
Es troba a Sud-amèrica: des de l'illa de Trinitat i Veneçuela fins a la desembocadura del riu Amazones al Brasil.

## Costums
Pot romandre exposat a l'aire durant la marea baixa.

## Observacions
És inofensiu per als humans i emprat en recerca científica per les seues característiques oculars.